# Distretto di Kandep
Il distretto di Kandep, in inglese Kandep District, è un distretto della Papua Nuova Guinea appartenente alla provincia di Enga. Ha una superficie di 2.001 km² e 66.000 abitanti (stima nel 2000)

## Geografia antropica

### Suddivisioni amministrative
Il distretto è suddiviso in tre Aree di Governo Locale:
- Kandep Rural
- Tsak Rural
- Wage Rural